# Élise Bussaglia
Pour les articles homonymes, voir Bussaglia.
Élise Bussaglia (née le 24 septembre 1985 à Sedan) est une footballeuse internationale française reconvertie entraineure. Depuis 2024, elle entraine l'équipe de Sedan.
Bussaglia commence le football très tôt dans sa région. Dès l'âge de quinze ans, elle commence sa carrière en D1 féminine au sein du club de Saint-Memmie. Ses performances sur le terrain lui ouvrent les portes du CNFE Clairefontaine en 2002. En 2004, Élise rejoint le club de Juvisy où elle devient un élément majeur. Avec le club francilien, elle remporte un titre de championne de France en 2006. L'année suivante, elle fait le choix de rejoindre le Montpellier HSC. Elle y passe deux saisons en haut du classement. La milieu de terrain signe au Paris Saint-Germain en 2009. Après une première saison décevante mais agrémenté d'une Coupe de France, elle effectue une saison 2010-2011 exceptionnelle ponctuée par le titre de meilleure joueuse de l'année tandis qu'elle exerce pour la première fois son métier d'institutrice en même temps. Après trois saisons parisiennes, Bussaglia rejoint l'Olympique lyonnais où elle devient professionnelle et remporte championnat et coupe nationale trois ans consécutifs. Elle prend la direction de l'Allemagne et du VfL Wolfsbourg durant deux années conclues d'un doublé coupe-championnat. En 2017, elle continue son tour d'Europe et signe au FC Barcelone. Après quatre années passées à l'étranger, Élise prend la décision de rejoindre le Dijon FCO en cours de saison 2018-2019.
Championne d'Europe U19 en 2003, Élise Bussaglia débute en équipe de France A la même année. Elle prend part à toutes les compétitions internationales des Bleues : quatre Championnats d'Europe (2005, 2009, 2013, 2017), trois Coupes du monde (2011, 2015, 2019) et deux Jeux olympiques (2012, 2016). Au terme de sa carrière internationale en 2019, Bussaglia est la seconde joueuse la plus capée de l'histoire de la sélection française avec 192 rencontres disputées.
Au fil des années, elle était devenue un élément incontournable de ses équipes grâce à son volume de jeu et sa combativité au milieu de terrain.

## Biographie

### Enfance et formation
Élise Bussaglia naît à Sedan dans les Ardennes et a plusieurs frères. Elle tape dans ses premiers ballons à cinq ans. « Dans le jardin de Wadelincourt, mon père avait installé des buts. On jouait tout le temps ». Elle rêve alors de jouer dans le stade Émile-Albeau à Sedan.
Sa première licence, c’est à l’US Flize que la Sedanaise la prend, lors de la saison 1991-1992. Là où son père, José, a joué. À l'été 1992, elle rejoint l'US Balan puis, après cinq ans, Bussaglia arrive à l'US Bazeilles, toujours dans des équipes masculines.
En 1998, Bussaglia entre au CNFE de Clairefontaine qu'elle présente comme sa « deuxième maison, j’y ai passé plus de cinq ans en formation ».
En 2000, « Buss » rejoint sa première équipe féminine, le Saint-Memmie Olympique. « En Champagne-Ardenne, il n’y avait pas beaucoup d’équipes féminines. Au haut niveau, il n’y avait que Saint-Memmie, se souvient Bussaglia. Ça faisait une heure trente de route pour mes parents, mais ça m’a permis de démarrer directement en D1 »,. Élise se rappelle : « Je me suis dit : « est-ce qu'elles savent jouer au foot en fait ? », parce que j'en n'avais jamais vu jouer à part moi. Mes parents m'ont emmené voir un premier match de Saint-Memmie et j'ai été rassurée quand j'ai vu le niveau des filles ».
Avec Gaétane Thiney, d'un mois sa cadette, Élise débute en Division 1 à quinze ans, aux côtés de la meilleure buteuse de l'équipe de France Marinette Pichon. Avec Thiney, Bussaglia perd la finale la Coupe de France féminine des moins de 16 ans en 2001 avec l'équipe de la Ligue de Champagne-Ardenne.

### Début de carrière et premiers titres (2002-2007)
Au CNFE Clairefontaine depuis 1998, Bussaglia reste d'abord détachée auprès de ses clubs pour les matchs de championnat le week-end. À partir de 2002, afin de faire évoluer au maximum les jeunes françaises, la Fédération française de football fait participer l'équipe première du CNFE en première division et Élise l’intègre.
Bussaglia effectue une saison 2003-2004 pleine avec le CNFE et vingt matchs de D1 disputés.
En 2004, Élise Bussaglia s'engage sous les couleurs du FCF Juvisy. Pour la saison 2004-2005, elle joue 22 matchs et marque deux buts. L'équipe gagne aussi le Challenge de France. Contre l'Olympique lyonnais en finale, Élise tire et marque le premier tir-au-but (0-0 tab 5-4).
Son talent se révèle avec 22 matchs joués les deux exercices suivants. Après le baccalauréat, Bussaglia décide de devenir institutrice. « Il fallait avoir un travail à côté pour vivre. À la fac, je faisais des petits boulots », raconte-t-elle. « Quand je jouais à Juvisy, je gardais des enfants le mercredi pour gagner un peu d’argent. L’été, j’ai travaillé en usine pour aussi mettre de côté. Je ne regrette pas, j’ai appris la vie pendant cette période »
Avec ce club de la banlieue parisienne, elle remporte le titre de Championne de France 2005-2006. Bussaglia marque quatre buts.
Ce trophée permet à Élise de disputer pour la première fois la Coupe de l'UEFA et son premier match lors de la victoire 6-0 contre KÍ Klaksvík le 8 août 2006. En championnat, Juvisy termine troisième et Bussaglia améliore encore son nombre de buts marqués avec sept unités.

### Poursuite dans l'élite français (2007-2012)
En 2007, elle est transférée au Montpellier HSC. Bussaglia arrive dans une équipe double vice-championne de France après deux titres consécutifs. En 2007-2008, le groupe finit troisième de D1.
Pour sa deuxième saison montpelliéraine, l'équipe remporte le Challenge national 2008-2009 mais Élise n'est pas présente en finale et n'est pas considérée lauréate. Le groupe se qualifie pour la Ligue des champions suivante, en tant que vice-championne de France. Pendant cette période, elle devient une pièce importante de l'équipe de France.

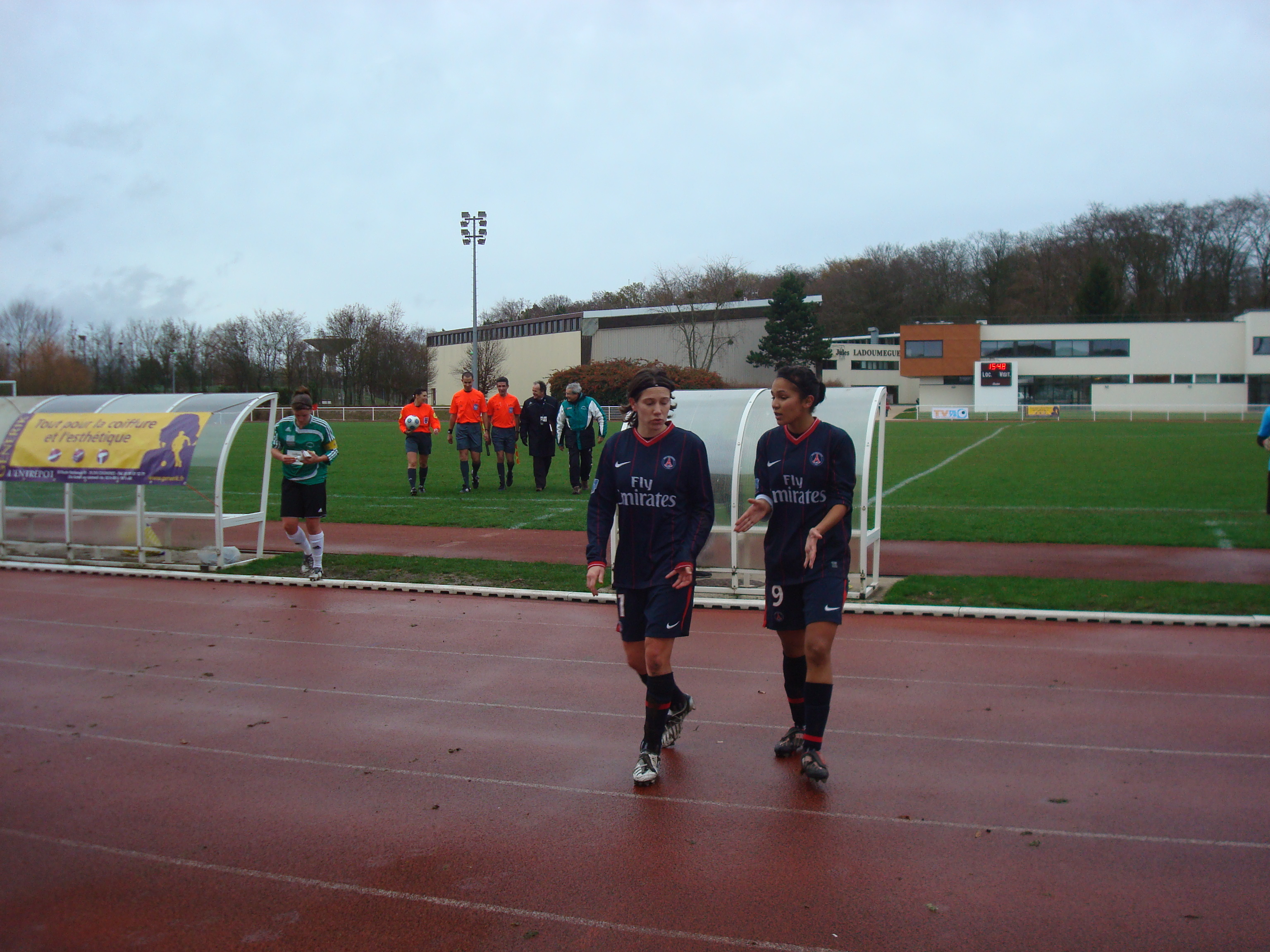
Bussaglia (à g.) avec le PSG en novembre 2009.

En 2009, elle rejoint la capitale et le Paris Saint-Germain. Sa première saison est en demi-teinte (18 matchs, deux buts) mais elle remporte le premier Challenge de France de l'histoire du club. En finale contre son ancienne équipe de Montpellier, Élise marque le quatrième but d'une large victoire (5-0).
Diplômée de professorat l'année où elle signe au PSG, Bussaglia enseigne une année. À 25 ans, elle fait sa première rentrée comme professeure des écoles en 2010 à Carrières-sous-Poissy. « Je ne pouvais pas avoir le projet d'être une joueuse professionnelle parce qu'il n'y en avait pas. Il me fallait un métier à côté. Je m’occupais de ma classe avant les entraînements. Je n’avais presque plus de moments pour me détendre », raconte la footballeuse,. Pour autant, elle réalise une bien meilleure saison 2010-2011 que la première avec dix buts en 22 matchs, ce qui lui vaut de remporter le trophée UNFP de meilleure joueuse de l'année et de terminer vice-championne de France.
En 2011-2012, l'équipe termine quatrième de D1 et est éliminée en huitième de finale de C1.

### Échecs européens à Lyon et Wolfsbourg (2012-2017)
Élise Bussaglia signe à l'été 2012 dans le meilleur club français, l'Olympique Lyonnais, et se met en disponibilité de son activité d'institutrice, dont elle restera jusqu'à la fin de sa carrière. Dès la première année, elle remporte le doublé coupe-championnat. L'équipe perd aussi en finale de la Ligue des champions 2012-2013 face au VfL Wolfsbourg (0-1) mais Élise ne prend pas part au match.

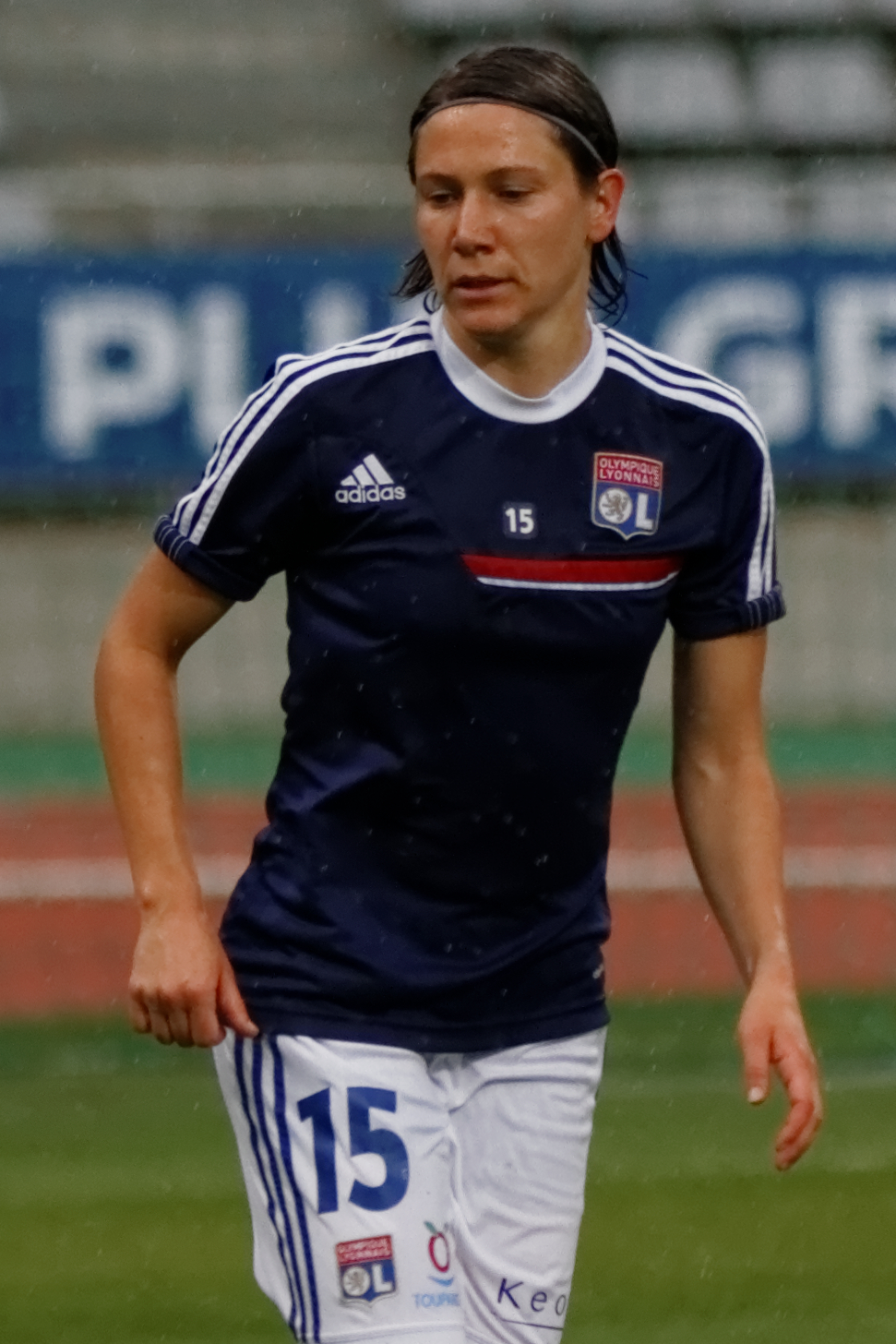
Bussaglia en septembre 2013 avec Lyon.

Après une saison en demi-teinte, Élise fait à nouveau sensation et devient titulaire au sein de cette équipe concurrentielle. Un nouveau doublé rempli son palmarès. En finale de la Coupe de France, Bussaglia entre en jeu juste avec que les deux seuls buts de la rencontre soient marqués. En Coupe d'Europe, l'équipe réalise son plus mauvais parcours et une élimination en huitièmes de finale.
En 2014-2015, Lyon réalise à nouveau le doublé national mais Bussaglia ne prend pas part à la finale de la Coupe de France et n'est pas reconnue lauréate. En Ligue des champions, c'est un nouvel échec et une sortie en huitième de finale.
En avril 2015, Élise Bussaglia annonce sa signature pour la saison suivante dans le club allemand du VfL Wolfsbourg. Elle y connaît deux bonnes saisons.
En 2015-2016, Bussaglia entre à la mi-temps et remporte la Coupe d'Allemagne.
L'exercice suivant est ponctué d’un titre de championne d’Allemagne 2007. Dans la revanche de la finale de C1 2013, Bussaglia est à nouveau du mauvais côté en 2016 et la victoire lyonnaise (0-0 tab 7-6).

### Barcelone puis retour en France (depuis 2017)
Bussaglia signe à l'été 2017 au FC Barcelone. Sa première saison est réussie sur le plan personnel avec une place de titulaire. L'équipe atteint les quarts-de-finale de la Ligue des champions et est vice-championne d'Espagne.
Entre septembre et décembre 2018, elle ne joue qu’un match avec le Barça. En manque de temps de jeu, Élise rejoint le Dijon FCO durant l'hiver 2018-2019 avec l'objectif d'être retenue pour la Coupe du monde 2019. Elle y porte le numéro 29 et s'engage pour un an et demi. Sur la seconde partie de saison 2018-2019, Bussaglia joue huit matchs de D1 et trois de Coupe de France avec l'équipe dijonnaise.
En avril 2020, au terme de la saison 2019-2020, arrêtée pour cause de pandémie de coronavirus, Bussaglia prend sa retraite sportive et reprend son métier d'enseignante,,.

### En équipe nationale
Élise Bussaglia fait ses débuts en équipe de France des moins de 16 ans.
Avec la sélection des moins de 19 ans, elle remporte le Championnat d'Europe 2003 notamment aux côtés de Sarah Bouhaddi et Gaëtane Thiney, encadrées par Bruno Bini.
Élise connaît sa première apparition en équipe de France le 15 novembre 2003 à Quimper face à la Pologne (7-1).
Les joueuses d'Élisabeth Loisel sont qualifiées pour le championnat d'Europe féminin 2005, où elles sont éliminées au premier tour, puis échouent en 2006 pour se qualifier au Mondial 2007.
Lors des phases de poules de l'Algarve Cup 2007, Bussaglia inscrit le but permettant à la France de battre l'Allemagne, championne du monde en titre.
Bussaglia retrouve alors son sélectionneur en équipe de France U19. Bruno Bini est nommé à la tête des A en février 2007 avec pour objectif de qualifier la sélection au Championnat d'Europe 2009 et d'y atteindre les quarts de finale. À l'Euro 2009, la France termine à la deuxième place du groupe. Pour les quarts de finale face aux Pays-Bas, les Orange s'imposent aux tirs au but (0-0 tab 5-4).

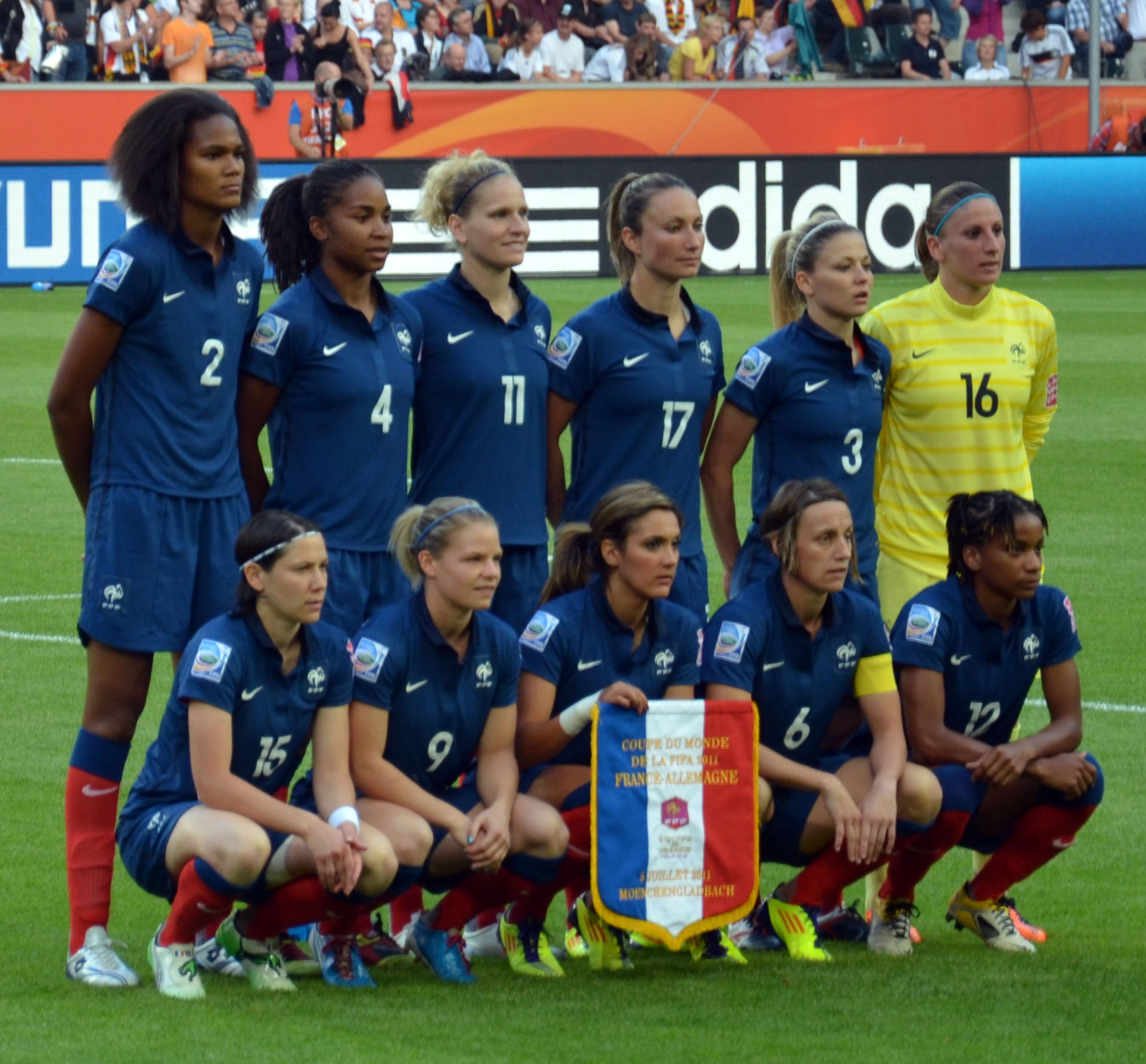
Bussaglia (1e accroupi) et les Bleues au Mondial 2011.

L'équipe de France participe pendant l'été 2011 à la Coupe du monde en Allemagne. C'est la deuxième fois que la sélection est qualifiée pour la compétition mondiale. La France se classe quatrième de la compétition, son meilleur résultat jusqu'alors, après notamment une victoire contre l'Angleterre en quart de finale. Le 9 juillet 2011, Élise Bussaglia inscrit l'un des buts les plus importants de l'histoire du football français féminin, en égalisant à la 88e minute de ce quart de finale, permettant à l'équipe de s'imposer finalement 4 tirs au but à 3 (score final 1-1) et de se qualifier pour les premières demi-finales de son histoire, ainsi que pour les Jeux olympiques 2012.
L'équipe de France de Bini remporte le tournoi de Chypre pour la première fois le 6 mars 2012 face aux Canadiennes.
Quelques mois plus tard, aux Jeux olympiques, la France se sort de la phase de poule. En quart de finale, la France prend sa revanche sur l'équipe suédoise, qui l'avait battue pour la troisième place de la Coupe du monde 2011. En demi-finale face au Japon au stade de Wembley, alors que la France est menée deux buts à un à quelques minutes de la fin du match, un penalty est sifflé par l'arbitre mexicaine pour une faute sur Eugénie Le Sommer dans la surface de réparation. Élise Bussaglia manque le coup de pied arrêté en tirant à ras de terre de peu à droite du but japonais.

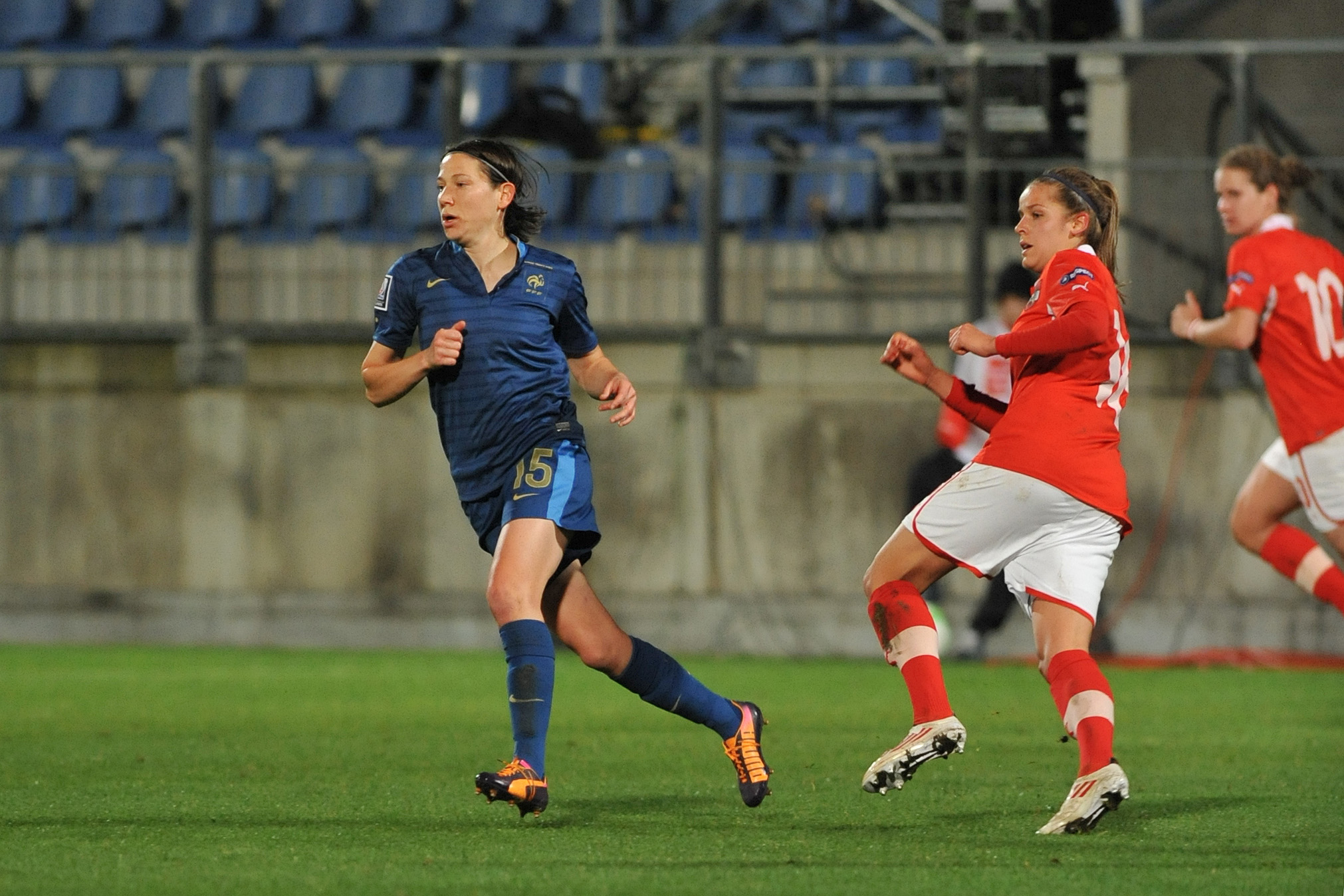
Élise Bussaglia en 2013 avec l'équipe de France.

L'équipe de France réalise un sans faute au cours des éliminatoires de l'Euro 2013 en s'imposant lors des 8 matchs. Durant la compétition, les Bleues finissent premières de leur groupe avec trois victoires. Elles sont éliminées en quart de finale par le Danemark lors de la séance de tirs au but (1-1 tab 4-2).
Philippe Bergeroo est nommé sélectionneur de l'équipe de France avec pour mission de la qualifier pour la Coupe du monde au Canada en 2015. La France est placée dans la poule 7, avec comme adversaires principaux la Finlande et l’Autriche. Bergeroo fait fi du passé afin de faire place à la nouvelle génération. Le groupe connaît une seule défaite en 17 matchs, amicaux compris, dont une victoire au tournoi de Chypre 2014. Ces résultats permettent à la France de prendre la 4e place au Classement mondial des Nations de la FIFA. 
En 2015, l'effectif de l'équipe de France n'est composé essentiellement que de trois formations de club, l'Olympique lyonnais (12 dont Bussaglia), le Paris SG (7) et Juvisy (6), respectivement les trois premières équipes du Championnat de France de football féminin de 2013 à 2015 mais aussi les trois dernières d'Élise.
Fin août 2017, son ancienne coéquipière en Bleue, Corinne Diacre, est nommée sélectionneuse de l'équipe de France, pour une durée de quatre ans. Elle a pour mission de préparer l'équipe de France pour la Coupe du monde 2019 qui se déroulera sur son sol et dont elle est qualifiée d'office en tant que pays hôte.
Le 2 mai 2019, elle est convoquée parmi les 23 joueuses pour disputer la Coupe du monde 2019 en France. Elle est la doyenne de l'équipe et annonce, avant la compétition, prendre sa retraite internationale au terme du Mondial. Après avoir connu sa 188e sélection lors du dernier match de préparation, et égalé Laura Georges comme seconde joueuse la plus sélectionnée de l'histoire en Bleue, Élise passe seule seconde mais ne peut dépasser la recordwoman Sandrine Soubeyrand (198).

### Carrière d'entraineure
Le 17 juillet 2024, elle devient l'entraineure de Sedan. 

## Style de jeu
Élise Bussaglia apporte une maîtrise technique utile dans les phases de gestion notamment. Sa frappe de balle est aussi un de ses atouts. Perdant en explosivité au fil des années, elle compense par un sens de l'anticipation et sa « vista ». « Buss » est aussi travailleuse et reconnue partout pour son exemplarité et sa simplicité. Elle s'impose comme la plaque tournante de son équipe, avec peu de déchet dans ses passes et un sens du jeu au dessus de la moyenne.

## Statistiques
| Sélections par année | Sélections par année | Sélections par année | Sélections par année |
| Sélection            | Année                | Statistiques         | Statistiques         |
| Sélection            | Année                | Matchs               | Buts                 |
| -------------------- | -------------------- | -------------------- | -------------------- |
| France               | 2003                 | 1                    | 0                    |
| France               | 2004                 | 11                   | 1                    |
| France               | 2005                 | 11                   | 2                    |
| France               | 2006                 | 13                   | 4                    |
| France               | 2007                 | 11                   | 4                    |
| France               | 2008                 | 6                    | 0                    |
| France               | 2009                 | 11                   | 2                    |
| France               | 2010                 | 10                   | 3                    |
| France               | 2011                 | 18                   | 4                    |
| France               | 2012                 | 16                   | 0                    |
| France               | 2013                 | 13                   | 2                    |
| France               | 2014                 | 17                   | 4                    |
| France               | 2015                 | 12                   | 1                    |
| France               | 2016                 | 16                   | 1                    |
| France               | 2017                 | 11                   | 0                    |
| France               | 2018                 | 5                    | 1                    |
| France               | 2019                 | 10                   | 1                    |
| Total                | Total                | 192                  | 30                   |

Le tableau suivant présente, pour chaque saison, le nombre de matchs joués et de buts marqués par Élise Bussaglia.
| Saison                | Club                   | Championnat           | Championnat | Championnat | Coupe(s) nationale(s) | Coupe(s) nationale(s) | Compétition(s) continentale(s) | Compétition(s) continentale(s) | Compétition(s) continentale(s) | Mobcast Cup | Mobcast Cup | France | France | Total | Total |
| Saison                | Club                   | Division              | M.          | B.          | M.                    | B.                    | Comp.                          | M.                             | B.                             | M.          | B.          | M.     | B.     | M.    | B.    |
| 2000-2001             | Saint-Memmie Olympique | Division 1            |             |             | -                     | -                     | -                              | -                              | -                              | -           | -           | -      | -      | 0     | 0     |
| 2001-2002             | Saint-Memmie Olympique | Division 1            | 1+          | 1           |                       |                       | -                              | -                              | -                              | -           | -           | -      | -      | 1     | 1     |
| Sous-total            | Sous-total             | Sous-total            | 1           | 1           |                       |                       | -                              | -                              | -                              | -           | -           | -      | -      | 1     | 1     |
| 2002-2003             | CNFE Clairefontaine    | Division 1            |             | 0           | -                     | -                     | -                              | -                              | -                              | -           | -           | -      | -      | 0     | 0     |
| 2003-2004             | CNFE Clairefontaine    | Division 1            | 20          | 1           | -                     | -                     | -                              | -                              | -                              | -           | -           | 9      | 0      | 29    | 1     |
| Sous-total            | Sous-total             | Sous-total            | 20          | 1           | -                     | -                     | -                              | -                              | -                              | -           | -           | 9      | 0      | 29    | 1     |
| 2004-2005             | FCF Juvisy             | Division 1            | 14          | 2           | 1+                    | 0                     | -                              | -                              | -                              | -           | -           | 11     | 1      | 26    | 3     |
| 2005-2006             | FCF Juvisy             | Division 1            | 22          | 4           |                       |                       | -                              | -                              | -                              | -           | -           | 11     | 4      | 33    | 8     |
| 2006-2007             | FCF Juvisy             | Division 1            | 22          | 7           |                       |                       | C1                             | 3                              | 0                              | -           | -           | 13     | 4      | 38    | 11    |
| Sous-total            | Sous-total             | Sous-total            | 58          | 13          | 1                     | 0                     | -                              | 3                              | 0                              | -           | -           | 35     | 9      | 97    | 22    |
| 2007-2008             | Montpellier HSC        | Division 1            | 19          | 4           | 3                     | -                     | -                              | -                              | -                              | -           | -           | 7      | 2      | 29    | 6     |
| 2008-2009             | Montpellier HSC        | Division 1            | 22          | 0           | 4                     | -                     | -                              | -                              | -                              | -           | -           | 6      | 1      | 32    | 1     |
| Sous-total            | Sous-total             | Sous-total            | 41          | 4           | 7                     | 0                     | -                              | -                              | -                              | -           | -           | 13     | 3      | 61    | 7     |
| 2009-2010             | Paris Saint-Germain    | Division 1            | 18          | 2           | 4                     | 1                     | -                              | -                              | -                              | -           | -           | 12     | 2      | 34    | 5     |
| 2010-2011             | Paris Saint-Germain    | Division 1            | 22          | 10          | 1                     | -                     | -                              | -                              | -                              | -           | -           | 14     | 4      | 37    | 14    |
| 2011-2012             | Paris Saint-Germain    | Division 1            | 18          | 1           | 5                     | 1                     | C1                             | 2                              | 0                              | -           | -           | 16     | 2      | 41    | 4     |
| Sous-total            | Sous-total             | Sous-total            | 58          | 13          | 10                    | 2                     | -                              | 2                              | 0                              | -           | -           | 42     | 8      | 112   | 23    |
| 2012-2013             | Olympique lyonnais     | Division 1            | 9           | 3           | 4                     | 0                     | C1                             | 3                              | 0                              | 2           | 0           | 11     | -      | 29    | 3     |
| 2013-2014             | Olympique lyonnais     | Division 1            | 21          | 4           | 5                     | 1                     | C1                             | 4                              | 1                              | -           | -           | 22     | 5      | 52    | 11    |
| 2014-2015             | Olympique lyonnais     | Division 1            | 17          | 2           | 4                     | 1                     | C1                             | 4                              | 0                              | -           | -           | 15     | 1      | 40    | 4     |
| Sous-total            | Sous-total             | Sous-total            | 47          | 9           | 13                    | 2                     | -                              | 11                             | 1                              | 2           | 0           | 48     | 6      | 121   | 18    |
| 2015-2016             | VfL Wolfsbourg         | Frauen Bundesliga     | 21          | 5           | 5                     | -                     | C1                             | 8                              | 0                              | -           | -           | 9      | 2      | 43    | 7     |
| 2016-2017             | VfL Wolfsbourg         | Frauen Bundesliga     | 11          | 1           | 2                     | 2                     | C1                             | 3                              | 0                              | -           | -           | 14     | -      | 30    | 3     |
| Sous-total            | Sous-total             | Sous-total            | 32          | 6           | 7                     | 2                     | -                              | 11                             | 0                              | -           | -           | 23     | 2      | 73    | 10    |
| 2017-2018             | FC Barcelone           | Primera División      | 22          | 3           | 4                     | 0                     | C1                             | 4                              | 0                              | -           | -           | 9      | -      | 39    | 3     |
| 2018-2019             | FC Barcelone           | Primera División      | 1           | 0           | 0                     | 0                     | C1                             | 2                              | 0                              | -           | -           | 3      | 1      | 6     | 1     |
| Sous-total            | Sous-total             | Sous-total            | 23          | 3           | 4                     | 0                     | -                              | 6                              | 0                              | -           | -           | 12     | 1      | 45    | 4     |
| 2018-2019             | Dijon FCO              | Division 1            | 8           | 2           | 3                     | 1                     | -                              | -                              | -                              | -           | -           | 10     | 1      | 21    | 4     |
| 2019-2020             | Dijon FCO              | Division 1            | 16          | 4           | 2                     | 1                     | -                              | -                              | -                              | -           | -           | -      | -      | 18    | 5     |
| Sous-total            | Sous-total             | Sous-total            | 24          | 6           | 5                     | 2                     | -                              | -                              | -                              | -           | -           | 10     | 1      | 39    | 9     |
| Total sur la carrière | Total sur la carrière  | Total sur la carrière | 304         | 56          | 47                    | 9                     | -                              | 33                             | 1                              | 2           | 0           | 192    | 30     | 578   | 96    |

Elle aurait en réalité disputé 286 matchs de D1 féminine de jusqu'au 2 juin 2019 (ce qui semble cohérent au regard des matchs manquants), malheureusement les statistiques n'étant pas détaillées il est impossible de les inclure dans ce tableau.

## Palmarès

### En sélection
- Coupe du monde
  - 4e : 2011
  - Quart-de-finale : 2015 et 2019

- Jeux olympiques
  - 4e : 2012
  - Quart-de-finale : 2016

- Championnat d'Europe
  - Quart-de-finale : 2009, 2013 et 2017
  - 1er tour : 2005

- Tournoi de Chypre (2)
  - Vainqueur : 2012 et 2014

- Coupe SheBelieves (1)
  - Vainqueur : 2017

- Algarve Cup
  - Finaliste : 2015

- Championnat d'Europe des -19 ans (1)
  - Championne : 2003

### En club
Le seul trophée individuel d'Élise Bussaglia est d'avoir été élue meilleure joueuse de Division 1 au terme de la saison 2010-2011.
Pour sa deuxième saison montpelliéraine, l'équipe remporte le Challenge national 2008-2009 mais Élise n'est pas présente en finale et n'est pas considérée lauréate. De même pour l'édition 2015 avec l'OL et la Coupe d'Allemagne 2017 avec Wolfsbourg.
- Ligue des champions de l'UEFA
  - Finaliste : 2013 avec l'OL et 2016 avec Wolfsbourg

- Championnat de France (4)
  - Championne : 2006 avec Juvisy, 2013, 2014 et 2015 avec l'OL
  - Vice-championne : 2005 avec Juvisy, 2010 avec Montepellier, 2011 avec le PSG

- Coupe de France (4)
  - Vainqueur : 2005 avec Juvisy, 2010 avec le PSG, 2013 et 2014 avec l'OL

- Championnat d'Allemagne (1)
  - Championne : 2017 avec Wolfsbourg
  - Vice-championne : 2016 avec Wolfsbourg

- Coupe d'Allemagne (1)
  - Vainqueur : 2016 avec Wolfsbourg

- Championnat d'Espagne
  - Vice-championne : 2018 avec Barcelone

- Coupe d'Espagne  (1)
  - Vainqueur : 2018 avec Barcelone